# Yoro Dyao
Pour les articles homonymes, voir Yoro.
Yoro Dyao (Yoro Booli Jaw en wolof), né à Khouma vers 1847 et mort le 3 avril 1919, est un chroniqueur sénégalais dont les Cahiers constituent la source principale de la tradition historique des Wolofs. En particulier, son Histoire des damels du Cayor, remise à Faidherbe en 1864, conserve aujourd'hui largement sa pertinence.
Avec l'abbé Boilat, c'est l'un des pionniers de l'historiographie sénégalaise. Lui-même issu de l'aristocratie du Waalo, également proche du colonisateur par sa formation et sa fonction de chef de cercle et sa lecture des publications africanistes, Yoro Dyao a eu accès à une double culture, wolof et française, et a pu confronter les données de la tradition orale à celles des observateurs extérieurs – un avantage rare à cette époque.

## Biographie
Issu de l'aristocratie – il est le fils de Fara Penda, chef du Waalo –, Yoro Dyao fait partie à ce titre de la deuxième promotion de l'École des Otages, fondée par Faidherbe en 1855 et destinée aux fils de chefs et de notables, en vue de l'acculturation des nouvelles élites. Il passe ainsi quelques années à Saint-Louis où il apprend le français. Premier de sa promotion à la fin de ses études, c'est lui qui est chargé de lire le discours de remerciement à Faidherbe. Les liens avec sa famille se distendent et il se rallie à la cause des Français. D'abord nommé chef du canton de Foss au Waalo en 1859, il fournit à l'administration coloniale un grand nombre d'informations sur l'histoire, la société et l'organisation politique des Wolofs du Waalo et du Cayor et participe à plusieurs expéditions militaires au Djolof et au Waalo. Cependant sa carrière au sein de l'administration coloniale est mouvementée : plusieurs fois limogé puis réintégré dans un autre poste, il est définitivement renvoyé en 1914. Il meurt en 1919, probablement à Khouma.

## Écrits
Dès sa scolarité, Yoro Dyao consigne par écrit ce que son père lui enseigne du Waalo, ce qu'en disent les griots, ainsi que ses propres connaissances et observations. Son ambition de brosser un tableau historique et ethnographique de l'ensemble des pays wolofs n'aboutit pas, mais il utilise les parties terminées de son travail pour rédiger une Histoire des damels du Kajoor qu'il remet à Faidherbe en 1864 et qui est publiée dans le Moniteur du Sénégal et dépendances la même année.
Entre 1902 et 1908 – sous le gouvernorat d'Ernest Roume – il consacre à l'histoire du Cayor trois nouveaux cahiers comprenant 61 pages manuscrites. Enrichie, cette nouvelle chronologie s'arrête cependant à l'avènement de Lat Soukabé. Le texte original a disparu des archives, mais une version remaniée en a été publiée par Raymond Rousseau, professeur au lycée Faidherbe de Saint-Louis, dans le Bulletin du Comité d'études historiques et scientifiques de l'AOF en 1933 et dans le Bulletin de l'IFAN en 1941-42.
Deux autres cahiers sont publiés pour la première fois en 1912 par Henri Gaden (1867-1939), militaire, administrateur colonial et ethnologue. Le premier cahier est consacré à la légende de Ndiadiane Ndiaye. Le second, sous le titre La nomination des rois dans les six pays du Sénégal, et des différences nécessaires à y faire remarquer, détaille les hiérarchies politiques au Cayor, au Baol, au Djolof, au Waalo, au Sine et au Saloum.
Raymond Rousseau comme Henri Gaden ont ajouté leurs propres commentaires et procédé aussi à quelques remaniements du texte original lorsque celui comportait des fautes de syntaxe ou leur semblait se perdre en digressions inutiles ou obscures.
Anticipant les travaux de Cheikh Anta Diop – qui ne semble pas avoir eu connaissance des siens sur ce point –, Yoro Dyao s'est également interrogé sur une possible origine égyptienne des populations sénégambiennes. Alors que Diop appuiera principalement sa démonstration sur des faits linguistiques, Yoro Dyao se réfère à la tradition orale. La postérité a moins retenu ce volet de ses recherches.
Dans ses écrits Yoro Dyao fait preuve d'un grand souci didactique. En revanche la confrontation des dates qu'il avance avec d'autres sources fait apparaître quelques discordances,. L'ensemble de ses manuscrits sont aujourd'hui considérés comme perdus.